# Basicranio

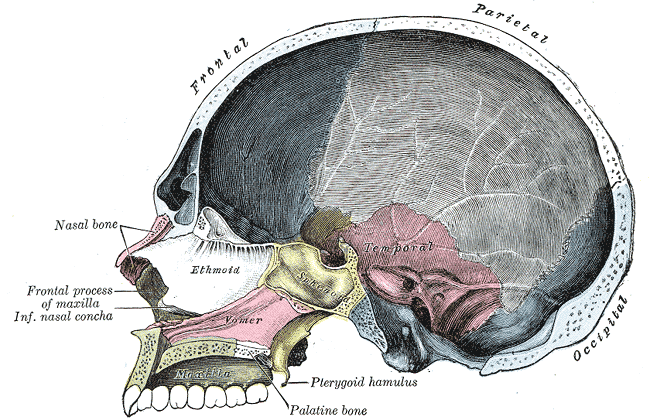
Cranio umano, vista trasversale del basicranio

Il basicranio (talvolta chiamato anche base cranica, da non confondere con la base cranica del neurocranio, cui più comunemente si riferisce tale locuzione) rappresenta la porzione ossea del cranio che entra in relazione con la colonna vertebrale, formando nell'essere umano un angolo di 90°. Attraverso il basicranio, più nello specifico attraverso il forame magno o grande (foro occipitale), la zona intracranica è connessa al resto del corpo. Nel foro, infatti, l'encefalo, che si continua nel midollo allungato, si collega al midollo spinale; sempre nel foro decorrono poi i nervi spinali e le arterie vertebrali.

## Costituzione ossea
È costituito da due ossa: l'osso occipitale e l'osso sfenoide che entrano tra loro in relazione nella sinfisi sfeno-basilare, altrimenti detta sfeno-occipitale, una delle suture più importanti del cranio, in quanto costituisce il punto dal quale queste due ossa si separano, dietro la spinta dell'encefalo e dello sviluppo osseo, trascinando con loro anche le altre ossa legate tra di loro tramite suture. In corrispondenza di questa sutura, più precisamente nella zona del basioccipite, ossia la porzione basilare più anteriore dell'osso occipitale, il basicranio si inclina verso l'alto andando a costituire il clivo occipitale, ossia una zona inclinata che accoglie il ponte e il midollo allungato, e che si continua con la porzione posteriore del corpo sfenoidale, altrimenti detta basisfenoide. Proprio per questo motivo l'osso occipitale e l'osso sfenoide vengono a trovarsi su due livelli diversi, il primo su un piano più inferiore e il secondo su uno più superiore.
Il basicranio si sviluppa principalmente a costituire la fossa cranica posteriore e quella media, e in piccola parte quella anteriore.

## Porzione esocranica
La faccia esocranica del basicranio presenta creste e zone corrugate in quanto qui si trovano le inserzioni per vari muscoli del collo e della testa, tra cui i quattro muscoli suboccipitali (grande retto posteriore, piccolo retto posteriore e due obliqui), i muscoli occipitali, il muscolo sternocleidomastoideo, il muscolo trapezio.

## Porzione endocranica e viscerale
Il basicranio accoglie nella zona posteriore i lobi cerebellari, ossia il cervelletto e i lobi occipitali; nella zona anteriore accoglie invece i lobi temporali e parte dei lobi parietali.